# Дорогобуж (Росія)
Дорогобуж — місто в Росії, адміністративний центр Дорогобузького району Смоленської області. Населення 10,24 тис. осіб (2014). Місто розташоване на Дніпрі, за 113 км від Смоленська

## Історія

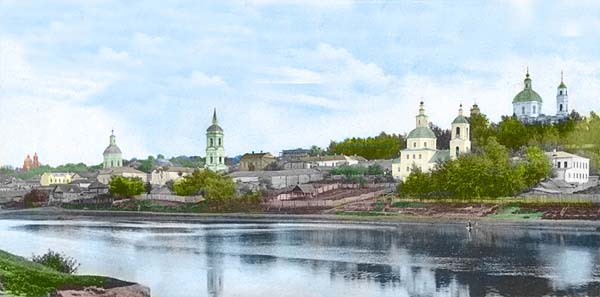
Вигляд з мосту через Дніпро до революції

Місто Дорогобуж уперше було згадано у грамоті смоленського князя Ростислава у 1150. Спочатку місто називали Дорогобужець (з давньоруської дороги бужати — дороги будувати). Є й інше пояснення: Дорогобуж — дорога в гору (буж — гора).
Дорогобуж, розташований у верхів'ях Дніпра поблизу Старої Смоленської дороги, був важливим торговельним пунктом. Протягом тривалого часу Дорогобуж був центром одного з питомих князівств Смоленської землі.
Навесні 1238 степова кіннота Золотої Орди спалила Дорогобуж на шляху від Селігера до Смоленську . В XV столітті місто було захоплено литовцями, в XV столітті — поляками. В 1667 за Андрусівським миром між Росією і Річчю Посполитою Дорогобуж був остаточно приєднаний до Московської державі.
У роки Другої світової війни місто було окуповано німцями 5 жовтня 1941. Звільненням міста займалися партизанські загони «Ураган», «Дєд» і «Дєдушка» у ході Ржевско-В'яземській операції 1942 року. В період з 15 лютого 1942 — 7 червня 1942 місто було під контролем радянських військ. Остаточно місто звільнено 1 вересня 1943 військами Західного Фронту в ході Єльнинсько-Дорогобузької операції силами 5-ї армії радянських військ.

## Економіка
Льонопереробний, сироробний і цегельний заводи, хлібозавод. Виробництво меблів. Лісгосп, друкарня. Завод з виробництва аміаку, аміачної селітри, складних мінеральних добрив — NPK і сухих змішаних добрив, продукції неорганічної хімії ВАТ «Дорогобуж» компанії «Акрон». Обсяг відвантажених товарів власного виробництва по виду "обробні виробництва " (2008 рік) — 10,9 млрд рублів.

## Культура, визначні пам'ятки
У місті збереглася церква Петра й Павла (1835), земляний вал — залишки Дорогобузської фортеці. За 19 км до сходу від Дорогобужа, у селі Болдіно, — Герасимо-Болдінський чоловічий монастир.
Біля Дорогобужа побудовано сучасний автодром — траси для автомобільних кільцевих гонок «Смоленське кільце» (відкрито 3 липня 2010 року)